# 喬丹·羅曼諾
喬丹·羅伯特·羅曼諾（英語：Jordan Robert Romano，1993年4月21日—），為美國職棒大聯盟的投手，目前效力於費城費城人，他先前曾效力於多倫多藍鳥。

## 職業生涯
2014年美國職棒大聯盟選秀，藍鳥在第十輪選進羅曼諾。他從新人聯盟起步，卻在2015年進行湯米約翰手術導致球季報銷。2016年，他在1A拿下3勝2敗，防禦率2.11。隔年他升上高階1A，並拿下7勝5敗，防禦率3.39。
2018年，羅曼諾受邀參加春訓。5月16日，他在2A投出6局的無安打。還沒6月他就拿下8勝0敗，防禦率2.04，最後他在5月底成功升上3A。
2018年12月13日，白襪透過規則五選秀將羅曼諾選走，並隨即交易到遊騎兵。2019年3月24日，藍鳥再將羅曼諾從遊騎兵交易回來。
2019年6月12日，羅曼諾登上大聯盟。他主投7局無失分，但最後無關勝敗。2020年7月24日，羅曼諾拿下大聯盟首勝。他在8月21日拿下生涯首次救援成功，整季他拿下2勝1敗，防禦率1.23。
2021年，羅曼諾成為了球隊的終結者。他整季拿下7勝1敗，防禦率2.14，並有23次救援成功。2022年4月11日，羅曼諾連續26次拿下救援成功，寫下隊史紀錄。他也在這年成功入選明星賽，整季他拿下36次救援成功，防禦率2.11。但他在季後賽面對水手卻失2分導致救援失敗，最後水手10比9完成大逆轉淘汰藍鳥。
2023年7月13日，羅曼諾與藍鳥簽下1年453萬7,500美元的合約。

## 國際賽
2017年，他代表義大利參加世界棒球經典賽。

## 外部連結
- 球員資訊和成績在MLB ，ESPN ，Retrosheet ，Baseball Reference ，Baseball Reference (Minors) ，Fangraphs ，The Baseball Cube （英文）